# Mühlhausen (Kraichgau)
Mühlhausen ist eine Gemeinde im Rhein-Neckar-Kreis in Baden-Württemberg.

## Geographie

### Geographische Lage
Mühlhausen gehört zur Metropolregion Rhein-Neckar und liegt in 125 bis 250 Metern Höhe im Kraichgau, etwa 20 km südlich von Heidelberg. Durch Mühlhausen fließt der Waldangelbach, in den das Tairnbächle mündet.

### Gemeindegliederung
Zur Gemeinde Mühlhausen gehören die ehemaligen Gemeinden Rettigheim südwestlich und Tairnbach nordöstlich von Mühlhausen. In der Gemeinde Mühlhausen in den Grenzen vom 31. Dezember 1971 liegt die Wüstung Grombacher Märkel, an deren Stelle später eine heute ebenfalls abgegangene Ziegelhütte errichtet wurde. Im Gebiet der ehemaligen Gemeinde Tairnbach liegen die Wüstungen Sternweilerhof und Glismutehusen.

### Nachbargemeinden
Die Gemeinde grenzt im Norden an Dielheim, im Osten an die Stadt Sinsheim, im Südosten an Angelbachtal, im Süden an die Stadt Östringen und Bad Schönborn (beide im Landkreis Karlsruhe), im Westen an Malsch und im Nordwesten an die Stadt Rauenberg.

## Geschichte

### Mühlhausen
Mühlhausen war bereits in vorgeschichtlicher Zeit besiedelt. Auf dem Schleeberg wurden eine jungsteinzeitliche Ringpflugschar sowie 25 Gräber aus der Hallstattzeit gefunden. Im Gewann Altenbach fand man ein tönernes Mondbild aus dem Übergang von Bronze- zu Hallstattzeit. Ein keltisches Grab wurde auf dem Haubachbuckel gefunden. Der Ort wurde im Jahre 783 im Lorscher Codex als Mulnhusen erstmals urkundlich erwähnt.  Von den namengebenden Mühlen haben sich die 1305 bzw. 1368 erstmals erwähnten Obere Mühle und Untere Mühle bis heute erhalten. In der Urkunde von 783 schenkte eine Frau namens Geilwib ihren Grundbesitz in Mühlhausen dem Kloster Lorsch. 976 zählte der Ort zum Besitz der Benediktinerabtei Mosbach und kam mit dieser an das Bistum Worms. 1143 tauschte das Kloster Odenheim vom Stift Wimpfen Waldbesitz bei Mühlhausen ein. Auf diesen Tausch geht der Staatswald auf dem Schleeberg zurück. 1272 gelangte Mühlhausen mit Burg und Dorf Rotenberg an das Hochstift Speyer. Mit den Dörfern Balzfeld, Dielheim, Horrenberg, Malsch, Malschenberg, Rauenberg und Rotenberg zählte Mühlhausen zum 1341 bezeugten Amt Rotenberg.
Im hohen Mittelalter gab es mit den Herren von Mühlhausen einen eigenen Ortsadel, der seinen Sitz auf einer Burg im Gewann Zwernig hatte. Die im 14. Jahrhundert belegten Herren von Mühlhausen waren speyrische Ministeriale und Vasallen der Landschad von Steinach. Die wohl nur als hölzerner Palisadenbau errichtete Burg in Mühlhausen wurde vermutlich im Zuge der Fehde zerstört, die die Ortsherren gemeinsam mit den Familien von Helmstatt, Rüppurr, Obrigheim und Öwisheim gegen Kraft von Hohenlohe führten und verloren. Im Jahr 1401 war die Burg Mühlhausen bereits verlassen und hatten die Herren von Mühlhausen nur noch Besitz in den umliegenden Ortschaften Rotenberg, wo sie an der Stelle der älteren Ortsherren die Burg Rotenberg besaßen, Östringen und Mingolsheim.
Nach der Mainzer Stiftsfehde 1462 kam das Amt Rotenberg zur Kurpfalz, bevor der Speyerer Bischof 1505 den Besitz zurückkaufen konnte. Aufgrund der Zugehörigkeit zum Bistum Speyer blieb der Ort auch während der Reformation altgläubig. Im Bauernkrieg 1525 beteiligten sich Einwohner Mühlhausens an den Aufständen im benachbarten Malsch, so dass dem Ort nach Ende der Unruhen hohe Geldbußen auferlegt wurden. Im Dreißigjährigen Krieg hatte der Ort vor allem unter den vorherrschenden Seuchen zu leiden, denen rund zwei Drittel der Einwohner zum Opfer fielen. Das späte 17. und nahezu das gesamte 18. Jahrhundert litt der Ort dann unter den häufigen Truppendurchzügen und den hohen Kriegskontributionen.

### Rettigheim
Rettigheim wurde im Jahre 788 ebenfalls im Lorscher Codex als Radinchheim erstmals erwähnt und gehörte später zum Kloster Odenheim. Speyer erwarb 1338 mit der Vogtei auch die Grundherrschaft über den Ort. 1546 erlangte es dann alle Herrschaftsrechte.

### Tairnbach
Tairnbach wurde um 1300 erstmals als Deiernbach erwähnt und war zu dieser Zeit ebenfalls speyerisch. Zur Reformationszeit gehörte das Dorf jedoch zum Herrschaftsbereich der Herren von Hirschhorn – und damit zum Ritterkanton Odenwald – und wurde somit evangelisch. Nach mehreren Herrschaftswechseln erwarben 1735 die Freiherren von Überbrück zu Rodenstein den Ort.
1803 kamen Mühlhausen und Rettigheim zu Baden, 1805 auch Tairnbach.
Alle drei Teilorte gehörten zum Landkreis Heidelberg, bis dieser 1973 im neugegründeten Rhein-Neckar-Kreis aufging.

### Einwohnerentwicklung
Mühlhausen, Rettigheim und Tairnbach
| Jahr       | 1652 | 1787 | 1834 | 1875 | 1939 | 1961 | 1965 | 1970 |
| ---------- | ---- | ---- | ---- | ---- | ---- | ---- | ---- | ---- |
| Mühlhausen | 97   | 534  | 950  | 1175 | 2083 | 2826 | 3080 | 3101 |
| Rettigheim | 75   | 330  | 566  | 612  | 883  | 1264 | 1486 | 1727 |
| Tairnbach  |      |      | 413  | 466  | 669  | 886  | 889  | 925  |

Mühlhausen in den heutigen Grenzen
| Jahr      | 1961 | 1965 | 1970 | 1991 | 1995 | 2005 | 2010 | 2015 | 2017 | 2020 |
| --------- | ---- | ---- | ---- | ---- | ---- | ---- | ---- | ---- | ---- | ---- |
| Einwohner | 4976 | 5455 | 5753 | 6809 | 7278 | 8209 | 8245 | 8451 | 8514 | 8672 |

### Eingemeindungen
Im Zuge der Gebietsreform in Baden-Württemberg wurden am 1. Januar 1972 Rettigheim freiwillig und am 1. Januar 1975 Tairnbach durch ein Urteil des Staatsgerichtshofs von Baden-Württemberg nach Mühlhausen eingemeindet.

## Religionen
Entsprechend der langen Zugehörigkeit zum Hochstift Speyer waren Mühlhausen und Rettigheim katholisch geprägt. Die Konfessionsverteilung änderte sich kaum, so dass 1965 immer noch mehr als 90 Prozent der Einwohner katholischen Glaubens waren. Seit dem 1. Januar 2015 bilden Mühlhausen, Malsch, Rettigheim, Rauenberg, Rotenberg und Malschenberg die Seelsorgeeinheit und Kirchengemeinde Letzenberg im Dekanat Wiesloch des Erzbistums Freiburg.
In Tairnbach gab es im 19. Jahrhundert eine starke jüdische Gemeinde, die im Ort eine Synagoge unterhielt. 1825 erreichte sie ihren Höhepunkt, als sie ein Drittel der Einwohnerzahl stellte. Nach der Abwanderung in die Städte löste sich die Gemeinde auf und 1905 waren 99 Prozent der Tairnbacher evangelisch. Durch die Aufnahme von Vertriebenen nach dem Zweiten Weltkrieg stieg der katholische Anteil auf 16 Prozent im Jahr 1961.
Gemäß Zensus 2011 waren in der Gemeinde Mühlhausen 55,8 % der Einwohner katholisch, 19,8 % evangelisch und 24,4 % gehörten keiner oder einer anderen Religionsgemeinschaft an.

## Politik

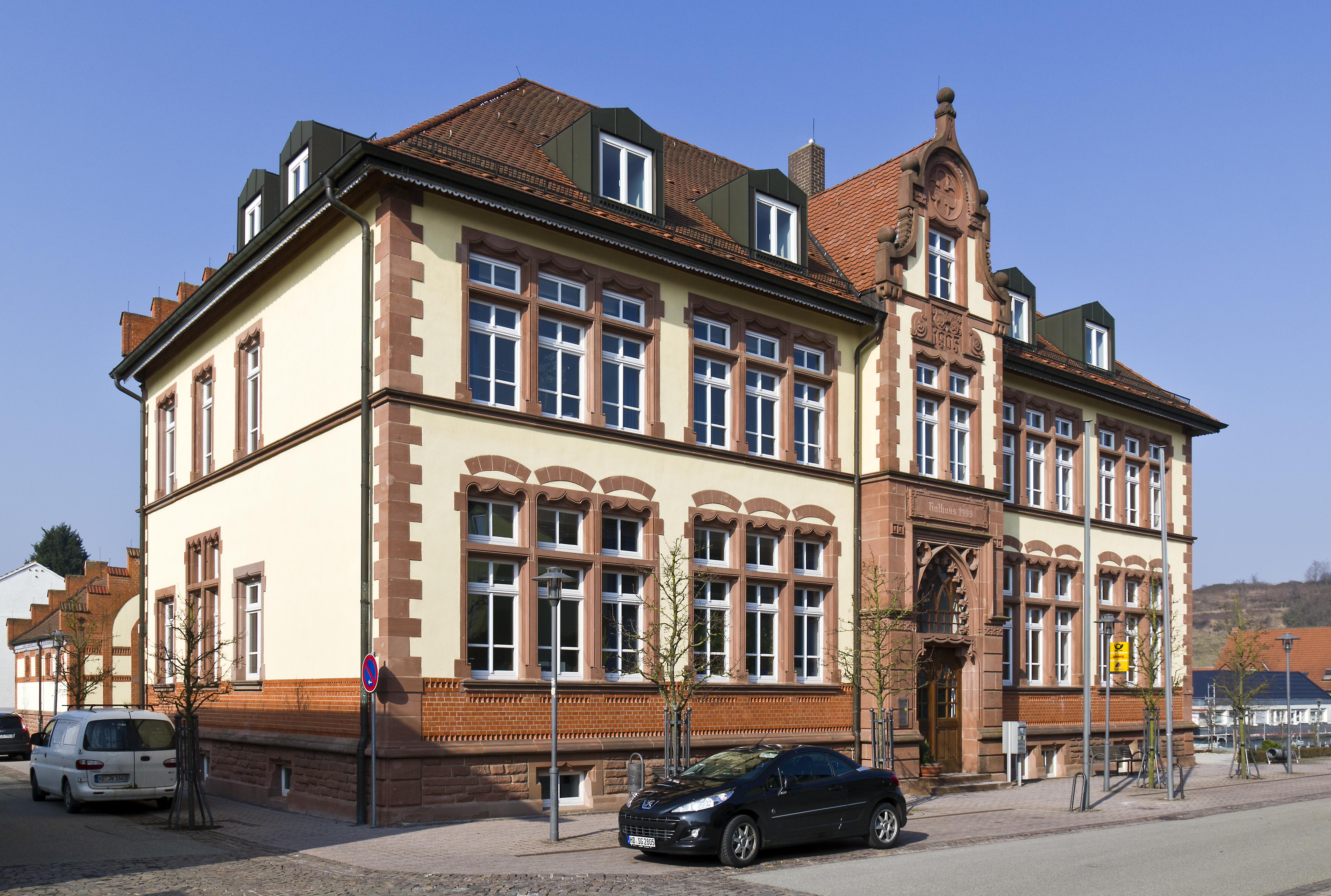
Rathaus von Mühlhausen

### Historisches
Von der Kaiserzeit bis zum Ende Weimarer Republik war in Mühlhausen und Rettigheim das Zentrum die prägende Partei. Die NSDAP erhielt 1933 jeweils ein Viertel der Stimmen. In Tairnbach waren bis zum Ersten Weltkrieg die Nationalliberalen am stärksten. Anschließend waren die DDP und die DVP die bevorzugten Parteien, ehe ab 1930 die NSDAP die Mehrheit erhielt.
Nach 1945 entwickelte sich bald die CDU zur dominierenden Partei und blieb dies bis heute.

### Gemeinderat
Der Gemeinderat wird alle fünf Jahre direkt gewählt. Ihm gehören normalerweise 20 Mitglieder an, dazu kommt der Bürgermeister als stimmberechtigter Vorsitzender des Rats. Die Unechte Teilortswahl garantiert dabei den Ortsteilen eine festgelegte Mindestzahl von Sitzen im Rat: Der Ortsteil Mühlhausen ist durch 10, Rettigheim durch 7, Tairnbach durch 3 Gemeinderäte vertreten.
Bei der Kommunalwahl am 9. Juni 2024 ergab sich durch Ausgleichssitze eine Vergrößerung des Gemeinderats auf 17 Mitglieder. Insgesamt führte die Wahl zu folgendem Ergebnis:
| Partei oder Wählervereinigung  | 2024    | 2024   | 2019    | 2019   |
| Partei oder Wählervereinigung  | Stimmen | Sitze  | Stimmen | Sitze  |
| ------------------------------ | ------- | ------ | ------- | ------ |
| CDU                            | 43,6 %  | 7      | 41,6 %  | 10     |
| Grüne                          | 18,1 %  | 3      | 26,3 %  | 6      |
| Freie Wähler/Bürgerliste e. V. | 32,4 %  | 6      | 26,0 %  | 6      |
| SPD                            | 5,9 %   | 1      | 6,2 %   | 2      |
| Wahlbeteiligung                | 68,6 %  | 68,6 % | 66,5 %  | 66,5 % |

Im Gebiet der ehemaligen Gemeinde Tairnbach ist eine Ortschaft im Sinne der baden-württembergischen Gemeindeordnung mit eigenem Ortschaftsrat und Ortsvorsteher als dessen Vorsitzender eingerichtet.

### Schultheißen, Vögte und Bürgermeister
Am 9. Dezember 1809 wurde im Großherzoglich Badischen Regierungsblatt das sogenannte Organisationsreskript veröffentlicht. Demnach hießen die Ortsvorgesetzten auf dem Lande Vogt. 1832 trat die Gemeindeordnung in Kraft und bezeichnete ab diesem Zeitpunkt die Vögte als Bürgermeister.
Die namentlich bekannten Schultheißen, ab 1814 Vögte und ab 1832 Bürgermeister von Mühlhausen waren:
Schultheißen
- 1305 Sigfrid Kurtz
- 1368 Heintze Hoßer
- 1499 Niclaus an der Steyge
- 1562 Peter Schaffer
- 1571 Hans in der Steig
- 1600 Wendel Becker
- 1612 Matthes Steimer
- 1614 Georg in der Steig
- 1623 Hanß Steimer
- 1625 Hans Georg Cammerknecht
- 1687 Andreas Breitner
- 1715 Hans Georg Bellmann
- 1738 Johann Breitner
- 1761 Christoph Wiesendanger
- 1762 Johann Peter Hotz
- 1768 Peter Götz
- 1771 Simon Peter Bellmann, Stabhalter
- 1796 Johann Michael Merx
- 1797 Joseph Hotz
- 1808 Franz Jakob Wachter (ab 1814 Vogt)

Vögte
- 1822 Michael Wagner
- 1826 Jakob Kretz
- 1827 Georg Franz Hillenbrand (ab 1832 Bürgermeister)

Bürgermeister
- Georg Franz Hillenbrand (1832) zuvor von 1827–1832 Vogt.
- Johann Joseph Rachel (1832–1844)
- Sebastian Rittel (1844–1849)
- Johannes Fellhauer (1849–1861)
- Philipp Breitner (1861–1870)
- Jakob Antoni (1870–1876)
- Ferdinand Hassel (1876–1879)
- Wilhelm Metzger (1879–1889)
- Franz Jakob Essenbreis (1885–1889)
- Friedrich Kretz (1889–1904)
- Karl Friedrich Hotz (1904–1923)
- Carl Adam (1923–1933)
- Karl Friedrich Hotz (1933)
- Ludwig Hecker (1933–1937)
- Ernst Zimmermann (1937–1938)
- Ludwig Hoffner (1938–1942)
- Ernst Zimmermann (1942–1945)
- Martin Schneider (1945–1948)
- Philipp Ernst Kretz (1948–1976)
- Richard Schneider (1976–1992)
- Karl Klein (1992–2011)
- Jens Spanberger (seit 2012)

Seit 1. Januar 2012 ist Jens Spanberger, zuvor Ordnungsamtsleiter der Stadt Rauenberg, Bürgermeister, nachdem Karl Klein vorzeitig auf das Amt verzichtet hat. Jens Spanberger war im Wahlkampf als unabhängiger und parteiloser Kandidat angetreten und setzte sich im zweiten Wahlgang am 27. November 2011 mit 54,76 % der Wählerstimmen gegen die noch verbliebenen Mitbewerber Holger Meid und Regine Engelbrecht durch. Im Februar 2013 trat Jens Spanberger dem CDU-Gemeindeverband Mühlhausen-Rettigheim-Tairnbach bei. Im Oktober 2019 wurde Jens Spanberger mit 90,40 % erneut als Bürgermeister gewählt.

### Wappen
Die Blasonierung des Wappens lautet: In geteiltem und halbgespaltenem Schild oben in Silber ein vierspeichiges, achtschaufeliges schwarzes Mühlrad, unten rechts in Blau an silbernem Stiel mit zwei silbernen Blättern eine silberne Weintraube, unten links in Gold ein grünes Kleeblatt.
Nach den Eingemeindungen 1972 und 1975 hatte Mühlhausen zunächst sein altes Wappen – das Mühlrad – weitergeführt. Auf Wunsch der Gemeinde wurde in Zusammenarbeit mit dem Generallandesarchiv das neue dreigeteilte Wappen geschaffen und zusammen mit der Schwarz-Weißen Flagge 1997 vom Landratsamt Rhein-Neckar-Kreis verliehen. Es zeigt nun mit dem Rettigheimer Kleeblatt und der Tairnbacher Weintraube auch Elemente aus den alten Wappen der beiden eingemeindeten Orte.

Mühlhausen
Rettigheim
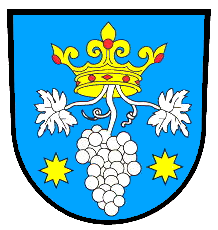
Tairnbach

### Partnerschaft
Mühlhausen unterhält seit 1991 eine partnerschaftliche Beziehung zur französischen Kleinstadt Saint-Étienne-de-Montluc in der Region Pays de la Loire.

## Kultur und Sehenswürdigkeiten

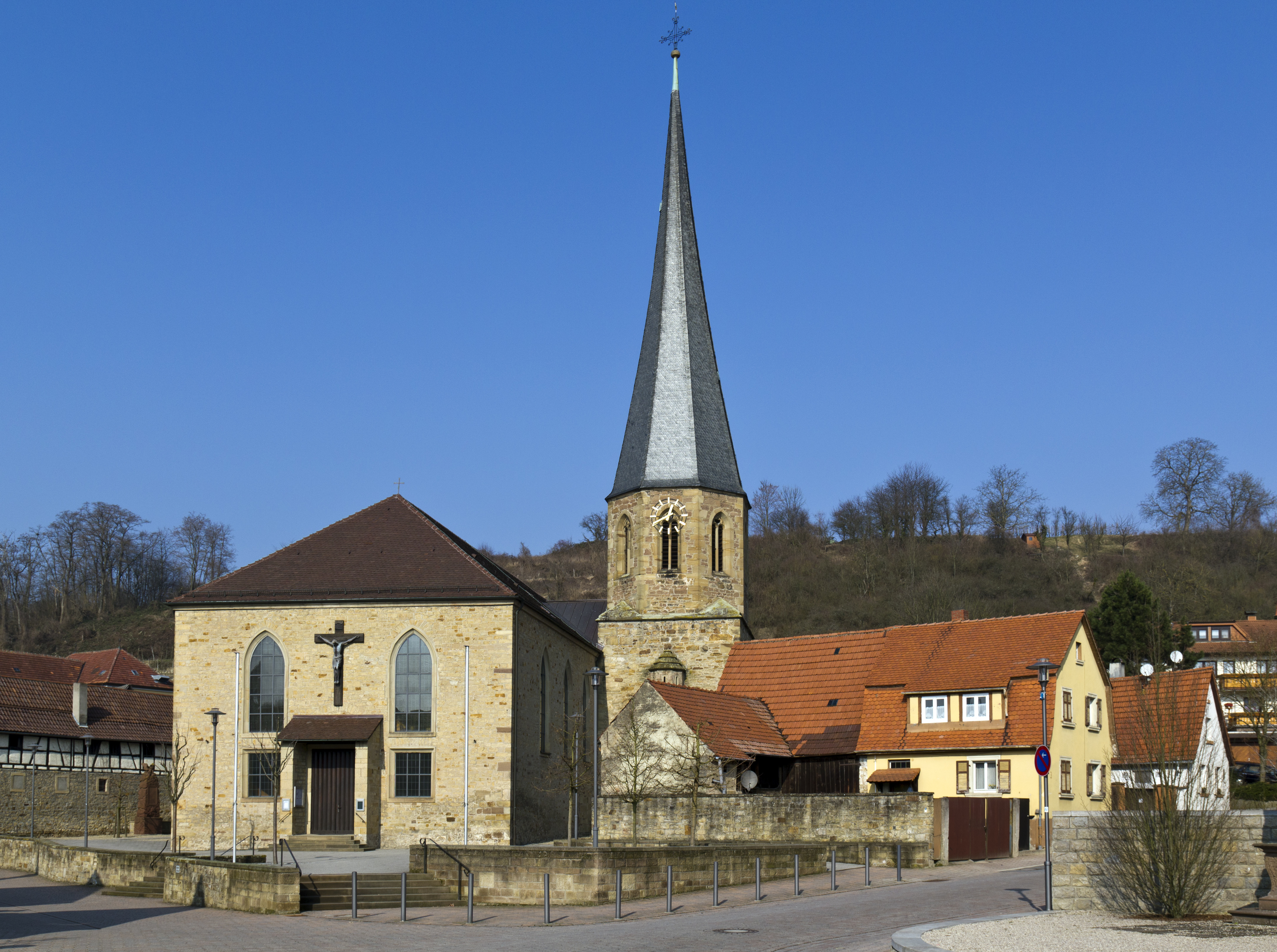
Katholische Kirche Mühlhausen

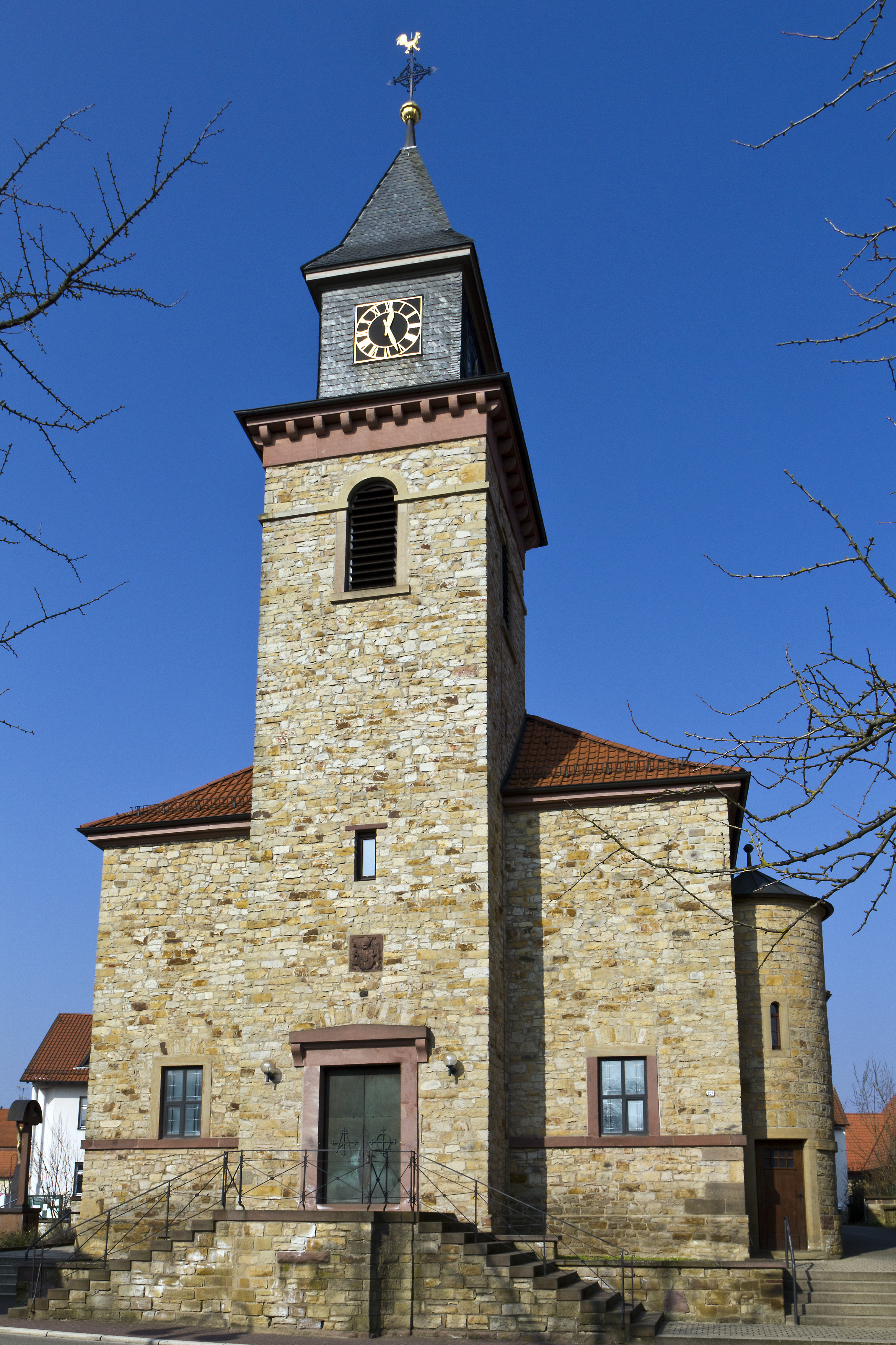
Katholische St.-Nikolaus-Kirche in Rettigheim

Der Turm der katholischen Kirche St. Cäcilia in Mühlhausen wurde um 1250 errichtet. Um 1530 wurde die oktogonale Glockenstube und der spitze Turmhelm aufgesetzt. Das flache Schiff wurde 1805 erbaut. Der 1881 errichtete Chor wurde bei der Erweiterung 1952 ersetzt durch ein Querschiff mit Apsis in modernem Stil. Bei der Kirche sind ein Kriegerdenkmal und ein historisches Steinkruzifix von 1775 aufgestellt. In und um Mühlhausen sind rund ein Dutzend alter Steinkreuze erhalten. Unweit der Kirche wurde in einem historischen Fachwerkhaus in der Unteren Mühlstraße das Heimathaus mit einer Ausstellung zur Ortsgeschichte eingerichtet.
Die katholische Pfarrkirche St. Nikolaus in Rettigheim wurde 1823/24 im spätklassizistischen Stil erbaut. 1956 wurde sie erweitert.
Das Tairnbacher Schloss wurde 1736 erbaut. Von 1905 bis 1975 diente es Tairnbach als repräsentatives Rathaus.

## Wirtschaft und Infrastruktur

### Wirtschaft
Über Jahrhunderte waren die drei heute in der Gesamtgemeinde Mühlhausen vereinigten Orte landwirtschaftlich geprägt und ein wichtiger Weinbaustandort. Bereits in der ersten Hälfte des 19. Jahrhunderts reichte das Arbeitsplatzangebot für die Einwohner Mühlhausens nicht mehr aus, so dass sich viele als Tagelöhner in der Zuckerfabrik in Waghäusel verdingten. Ab 1857 war Mühlhausen dann Fabrikationsort der Zigarrenindustrie. 1909 gab es 22 Zigarrenfabriken im Ort, in denen in den 1920er Jahren über 40 % der Einwohner beschäftigt waren. Nach dem Niedergang der Zigarrenindustrie nach dem Zweiten Weltkrieg wurde Mühlhausen mangels größerer neuer Gewerbeansiedlungen zu einer Wohngemeinde für Pendler. Inzwischen hat sich das Gewerbegebiet „In den Rotwiesen“ mit einigen starke Unternehmen etabliert. Zudem gibt es einige mittelständische Unternehmen in der Gesamtgemeinde.
Im Jahr 2022 erzielte Mühlhausen Einnahmen aus der Gewerbesteuer in Höhe von 1,95 Millionen Euro. Mit einem Gewerbesteuerhebesatz von 360 % liegt Mühlhausen im oberen Mittelfeld aller Gemeinden Deutschlands.

### Verkehr
Mühlhausen ist über die fünf Kilometer entfernte Anschlussstelle Wiesloch/Rauenberg der A 6 an das Fernstraßennetz angebunden. Außerdem verläuft die B 39 über das Gemeindegebiet; der Ortsteil Mühlhausen wird seit dem 5. Dezember 2012 – Freigabe der Südumgehung – südlich umfahren.
In die umliegenden Gemeinden führen Buslinien. Mühlhausen gehört zum Tarifgebiet des Verkehrsverbunds Rhein-Neckar.
Durch Rettigheim verläuft als Landes-Radfernweg der Badische Weinradweg. Er führt von Grenzach-Wyhlen am Hochrhein nach Laudenbach, dabei werden sieben der neun badischen Weinanbaugebiete untereinander verbunden. Die Route verläuft von Bad Langenbrücken über Östringen nach Rettigheim und weiter über Malsch und Rauenberg nach Wiesloch.
Historisch ist noch die Bahnstrecke Wiesloch Stadt–Waldangelloch über Mühlhausen beachtenswert, die am 16. Oktober 1901 eröffnet und 1980 stillgelegt wurde.

### Öffentliche Einrichtungen
- Zwei Alten- und Pflegeheime
- fünf Kindergärten

Dies sind: in Mühlhausen Regenbogen (kommunal) und Sankt Josef (kirchlich), in Rettigheim Arche Noah und Sankt Nikolaus (beide kirchlich), in Tairnbach: Senfkorn (kirchlich). 2013 beschloss der Gemeinderat, im Ortsteil Rettigheim den dortigen in kirchlicher Trägerschaft sich befindlichen Kindergarten Arche Noah mit dem Bau eines multifunktionalen Kinderhauses in kommunaler Trägerschaft zu ersetzen.

### Bildung
In den Ortsteilen Rettigheim und Tairnbach gibt es jeweils eine Grundschule, in Mühlhausen befindet sich eine Grund- und Gemeinschaftsschule. Öffentliche Büchereien gibt es in Mühlhausen und Rettigheim. Die Volkshochschule Südliche Bergstraße hat in Mühlhausen eine Außenstelle. Für die jüngsten Bewohner gibt es zwei kommunale, zwei römisch-katholische und (in Tairnbach) einen evangelischen Kindergarten.

## Persönlichkeiten

### Ehrenbürger
- Julius Ritzi (1896–1984), Lehrer und Rektor
- Rudolf Kurz (1903–2006), katholisch Geistlicher
- Philipp Ernst Kretz (1912–1988), Bürgermeister
- Joseph Maier (1920–1999), Polizeibeamter
- Hans Bender (1919–2015), Schriftsteller und Herausgeber
- Gerhard Höflin (* 1931), evangelischer Geistlicher
- Roland Benz (* 1938)
- Rudi Kramer (* 1941)

### Söhne und Töchter der Gemeinde
- Hans Bender (1919–2015), Schriftsteller und Herausgeber
- Bruno Rühl (1926–2018), Kommunalpolitiker
- Friedrich Kretz (* 1952), Pallottinerpater
- Armin Rühl (* 1957), Schlagzeuger
- Konrad Rühl (* 1961), Direktor der Agrarverwaltung von Baden-Württemberg
- Stephan Harbarth (* 1971), Richter des Bundesverfassungsgerichts und dessen Präsident
- Christian Klein (* 1980), Vorstandssprecher der SAP SE.
- Hans Becker (* 1958), Polizeipräsident

### Personen in Verbindung mit Mühlhausen
- Stephanie Breitner (* 1992), Fußballerin